# Dura eucraera
Dura eucraera är en fjärilsart som beskrevs av Collenette 1949. Dura eucraera ingår i släktet Dura och familjen tofsspinnare. Inga underarter finns listade i Catalogue of Life.